# Маркі Гюго
Маркі Гюго (угор. Márki Hugó; 12 липня 1878, Мукачево — 8 січня 1949, Будапешт) — угорський юрист, економічний письменник, професор.

## Біографія
Народився в сім'ї Ігнаца Мейсельса (1851—1929) та Гізелли Крон. Здобув ступінь доктора права в Будапештському університеті. 1917 року став професором Юридичної академії в Касі, а потім приват-доцентом Дебреценського університету. У 1923 році був звільнений у відставку Міністерством релігії та народної освіти. З 1 квітня 1945 року викладав на факультеті зовнішньої економіки Технічного університету імені Йожефа Надора, а згодом в Економічному університеті. Помер від туберкульозу легенів та інфаркту міокарда.

## Особисте життя
Його дружиною була Каталін Полл, донька Імре Полла та Юзефи Абелес, з якою він одружився 1 жовтня 1918 року.

## Найважливіші праці
- «Метод Ле Плей» (угор. Le Play módszere; Будапешт, 1905)
- «Мартон Швартнер і стан статистики на рубежі XVIII—XIX століть» (угор. Schwartner Márton és a statisztika állása a XVIII. és XIX. sz. fordulóján; Будапешт, 1905)
- «Історичний розвиток вільного викладання» (угор. A szabad tanítás történeti fejlődése; Будапешт, 1908)
- «Французька школа соціальної економії з особливим посиланням на Ле Пле» (угор. A francia társadalomgazdasági iskola különös tekintettel Le Playre; Будапешт, 1908)